# Echo Moskwy
Echo Moskwy (ros. Эхо Москвы) – rosyjska rozgłośnia radiowa z siedzibą w Moskwie. Założone w 1990 roku całodobowe radio ma profil informacyjno-publicystyczny.
Echo Moskwy otrzymało licencję z numerem jeden i zostało pierwszym niepaństwowym radiem w ZSRR. 9 sierpnia 1990 roku zakończył się proces rejestracji. Pierwszy przekaz radiowy został nadany 22 sierpnia 1990 roku w Moskwie pod nazwą Radio-M.
Rozgłośnia zyskała dużą popularność w czasie tzw. puczu moskiewskiego w 1991 roku. Echo było jedną z niewielu stacji radiowych, które wystąpiły przeciw puczystom.
Większość programów jest tworzona na podstawie pytań nadesłanych przez słuchaczy.
Rozgłośnia została zablokowana w Rosji 2 marca 2022 r. przez Prokuraturę Generalną. Prokuratura uznała, że publikowane na temat inwazji Rosji na Ukrainę treści zawierają nawoływania do ekstremizmu, przemocy wobec obywateli Federacji Rosyjskiej, masowych naruszeń porządku publicznego i próby obalenia systemu konstytucyjnego. W odpowiedzi redaktor naczelny stwierdził, że zarzuty nie są poparte żadnymi przykładami, żadnymi dowodami, są bezpodstawne i obraźliwe dla dziennikarzy i obywateli Rosji.